# تمرد الفلاحين الشوام (1834–1835)

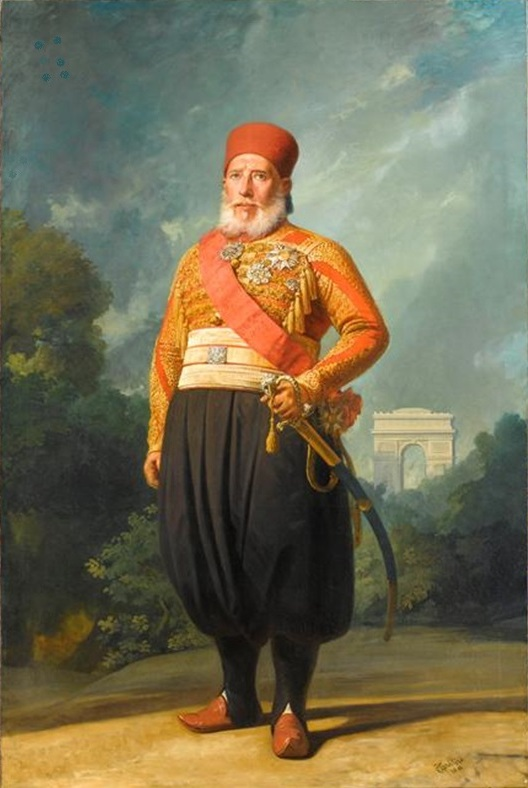

كان تمرد الفلاحين الشوام تمرد مسلحة لطبقات الفلاحين في الشام ضد حكم إبراهيم باشا في مصر في الفترة من 1834 إلى 1835. وقعت التمرد في مناطق من الشام العثمانية عندما كان يحكمها حاكم مصر شبه المستقل، الذي غزا المنطقة من القوات العثمانية الموالية في العام 1831.
بما يتماشى مع المواقف المعادية لمصر من الموالين العثمانيين المحليين.
تطورت الساحة الرئيسية للتمرد في إيالة دمشق - القدس، ونابلس والخليل (في فلسطين أو جنوب سوريا)، بالإضافة إلى تمرد بدوي قبلي رئيسي في الكرك (شرق الأردن)؛ اندلعت ثورات أخرى من الفلاحين في إيالة صيدا - بقيادة المسلمين والدروز وقد شملت جبل لبنان، وحوران والجليل؛ وتمرد في إيالة حلب - بقيادة العلويين من الساحل السوري. كان سبب الثورات أساسًا رفض الفلاحين الشوام التجنيد وأوامر نزغ السلاح من الحكام المصريين الجدد من سلالة محمد علي، تمشيًا مع المواقف المعادية لمصر من الموالين العثمانيين المحليين.

## الخلفية
كانت الحرب المصرية العثمانية الأولى (1831-1833) نزاعًا عسكريًا نشأ بسبب عندما طلب محمد علي باشا من الدولة العثمانية السيطرة على سوريا الكبرى مكافأةً له بسبب مساعدته في جزيرة كريت ضد اليونان. نتيجة لذلك، سيطرت قوات محمد علي مؤقتًا على الشام، وتقدمت شمالًا حتى أضنة.

## الساحات

### ثورات الفلاحين في فلسطين وشرق الأردن
كان تمرد الفلاحين تمردًا على سياسة التجنيد الإجباري والضرائب المصرية في فلسطين. كان التمرد رد فعل جماعي على الإلغاء التدريجي للحقوق والامتيازات غير الرسمية التي كانت تتمتع بها في السابق مختلف الجماعات المجتمعية في المنطقة تحت الحكم العثماني وفي حين شكل الفلاحين المحليين الجزء الأكبر من قوات المتمردين، إلا أن وجهاء المدن والقبائل البدوية شكلت أيضًا جزءً لا يتجزأ من التمرد.

### تمرد إيالة صيدا (1834)
وبالتوازي مع انتفاضة الفلاحين في فلسطين (جنوب إيالة دمشق) ، استولى المتمردون في الجليل على صفد وطبريا في الجليل الشرقي. لقد شمل التمرد حوران أيضًا.
وقعت الأحداث الأكثر شدةً في الجليل، وبلغت ذروتها مع نهب صفد عام 1834 والذي كان في الغالب هجومًا على المجتمع اليهودي في صفد. الأحداث بدأت يوم الأحد 15 يونيو 1834 واستمرت لمدة 33 يومًا. أُسر حاكم صفد وثلاثة عشر من زعماء العصابة، وقد حوكموا بإجراءات موجزة ثم أُعدموا. حاول حاكم المنطقة إخماد التمرد العنيف لكنه فشل في ذلك وهرب.
لدى وصول محمد علي إلى إيالة دمشق، طلب مساعدة عسكرية من الأمير بشير الثاني الشهابي من جبل لبنان، عبر مبعوثه، أمين بن الأمير شهاب. وصلت قوات بشير الدرزية بعد تدخل القناصل الأجانب.
وفي أواخر يوليو من العام 1834، قاد الأمير بشير قواته نحو الجليل، ولكن وقبل أن يتقدم جنوبًا، أصدر عددًا من التصريحات ينصح فيها متمردي صفد بالاستسلام.
وافقت قيادة المتمردين في صفد على التفاوض وأرسلت الشيخ صالح الترشيحي مبعوثًا لبشير لترتيب لقاء. دعا بشير قادة صفد إلى قرية بنت جبيل حيث وافقوا على الاستسلام والخضوع للسلطة المصرية. بعد ذلك، وصل بشير إلى صفد حيث رتب لقادة المتمردين من المناطق القريبة للاستسلام كذلك. دخلت قوات الدروز التابعة لبشير بقيادة ابنه أمين، إلى صفد دون مقاومة في 18 يوليو 1834 مما أتاح المجال أمام النازحين من حيها اليهودي للعودة. في وقت لاحق، أُلقي القبض على المحرضين حيث أُعدموا في عكا.[بحاجة لمصدر]

### التمرد العلوي
بين عامي 1834 و1835 شاركت قوات بشير بقيادة خليل وأقاربه في قمع التمردات في عكار وصافيتا وقلعة الحصن وتمردٌ علوي في منطقة اللاذقية الجبلية.